# Justice League: Il trono di Atlantide
Justice League: Il trono di Atlantide (Justice League: Throne of Atlantis) è un film d'animazione direct-to-video di supereroi del 2015 dell'omonima squadra della DC Comics. Fa parte dei DC Universe Animated Original Movies ed è l'adattamento, con alcune modifiche, della serie a fumetti Il trono di Atlantide tratto da The New 52, uscita tra il 2012 e il 2013 e scritta da Geoff Johns e funge da sequel indipendente del film d'animazione del 2014 Justice League: War. Nel film, Arthur Curry, un principe mezzo Atlantideo, scopre la sua eredità e aiuta la Justice League a impedire al suo fratellastro Ocean Master di conquistare Metropolis. La pellicola è il quarto capitolo del DC Animated Movie Universe.
Il film è stato distribuito negli Stati Uniti per il download il 13 gennaio 2015 ed è stato rilasciato negli Stati Uniti in formato Blu-ray e DVD il 27 gennaio 2015; mentre in Francia è uscito il 25 gennaio 2015.
Jason O'Mara, Christopher Gorham, Sean Astin, Shemar Moore, Steven Blum, George Newbern e Melique Berger riprendono i loro rispettivi ruoli da Justice League: War, mentre Nathan Fillion riprende il ruolo di Lanterna Verde/Hal Jordan da Lanterna Verde - I cavalieri di smeraldo, Justice League: Doom e Justice League: The Flashpoint Paradox.

## Trama
Nelle profondità della Fossa delle Marianne il sottomarino U.S.S. California viene attaccato da alcuni esseri e distrutto; obbiettivo dell'assalto erano alcuni missili in dotazione del mezzo, che vengono rubati. Intanto, ai laboratori S.T.A.R. di Metropolis, Cyborg ha modo di parlare con Steve Trevor, rivelandogli che la Justice League è tutt'altro che unita e che lui stesso non ha ancora superato il trauma di non essere più un uomo normale.
Mentre Superman e Wonder Woman si baciano osservando Atene dalla sua acropoli, in un bar del Maine un giovane di nome Arthur Curry cerca di affogare nell'alcol il dolore per la perdita di suo padre parlando con un'aragosta. Salvando il crostaceo dal diventare la cena di uno dei clienti, Arthur dà prova di possedere caratteristiche fisiche sovrumane, che destano l'attenzione di alcune persone.
Cyborg, informato dell'attacco al sottomarino, si reca sul posto per esaminarlo e alcuni degli esseri che lo hanno affondato lo attaccano costringendolo alla fuga; viene quindi indetta una riunione della JLA, che interrompe l'appuntamento di Superman e Wonder Woman in vesti civili, cui tuttavia Batman non si presenta: Lanterna lo raggiunge e fa catturare Spaventapasseri, il criminale cui Batman stava dando la caccia e che voleva interrogare.
Portato il relitto ai laboratori S.T.A.R., il gruppo ha modo di rivedere il filmato dell'attacco a Cyborg e Wonder Woman riconosce l'arma che lo ha ferito: si tratta di un pugnale di Atlantide, la mitica civiltà dei mari. Cyborg compie quindi una ricerca sugli studiosi interessati a questo mito e trova il suo esponente più importante, il dottor Shin.
Nel frattempo, proprio ad Atlantide, il malvagio principe Orm e sua madre, la regina Atlanna, hanno una discussione: il giovane vorrebbe infatti vendicare il padre, morto accidentalmente per via degli effetti della precedente battaglia della Justice League, ma sua madre impone la pace. Subito dopo la decisione, Atlanna ordina alla fedele Mera (colei che stava osservando Arthur) di richiamarlo nella città: egli è infatti il figlio che ha avuto con un uomo terrestre ed è venuto il momento che le succeda al trono.
Il dottor Shin, intanto, viene avvicinato da Manta, fedele al principe Orm, che lo indirizza proprio verso Arthur, mentre lui stesso, mascherando il proprio mezzo da sottomarino degli Stati Uniti e usando i missili rubati al California, attacca Atlantide mietendo numerose vittime. Shin, non appena giunto a casa di Arthur, viene ucciso dagli uomini di Manta, che attaccano poi anche lui; l'intervento di Mera, tuttavia, evita il peggio.
Batman e Superman arrivano a casa di Shin e, grazie all'aiuto di Cyborg, scoprono la verità su Arthur mentre Orm tenta di sfruttare l'attacco da lui stesso orchestrato per spingere Atlanna a dichiarare guerra alla superficie; la regina, tuttavia, sceglie un approccio più diplomatico e decide di andare a parlare con la JLA. Mera porta Arthur ad Atlantide e gli svela il mistero sulle sue origini; i due vengono poi attaccati da altri scagnozzi di Orm, ma la Justice League li rintraccia e li aiuta.
Dopo un duro confronto in cui rivelano di conoscere entrambi i segreti dell'altro, Orm uccide Atlanna, prende il tridente simbolo del potere e si autoproclama nuovo re di Atlantide, dando poi la colpa della morte della regina ai terrestri e dichiarando guerra. La Justice League (priva di Batman, Flash e Cyborg) affronta con Mera e Arthur il nuovo re ma viene sconfitta e gettata in un abisso; Arthur, usando i poteri derivanti dal suo sangue reale, riesce tuttavia a liberare i nuovi compagni e a salvarli assieme a Superman.
Orm, intanto, crea un enorme tsunami, con cui attacca Metropolis, invadendo la città e affrontando gli uomini del generale Lane. La Justice League prende parte alla battaglia e, sebbene Arthur riesca a sconfiggere Manta, Mera viene catturata da Orm e il gruppo di eroi viene anch'esso sbaragliato. Batman giunge quindi in soccorso dei colleghi e, grazie a Cyborg, mostra alle truppe di Atlantide la confessione che Orm aveva presuntuosamente fatto a Mera riguardo all'omicidio di Atlanna; l'esercito quindi giura fedeltà ad Arthur, che sconfigge il fratellastro.
La Justice League, uscita più coesa da questa battaglia, viene quindi invitata all'incoronazione di Arthur, che accetta la proposta di unirsi al gruppo per poi comandare, assieme all'amata Mera, un attacco contro ciò che rimane degli uomini di Orm. Cyborg, infine, rivela di aver ultimato i progetti della Torre di controllo e si riavvicina a Sarah, collega del padre.

### Scena durante i titoli di coda
A metà dei titoli di coda, Orm viene mostrato prigioniero a Belle Reve, dove viene avvicinato da Lex Luthor.

## Critica
Le recensioni erano miste. Scott Mendelson di Forbes ritiene che il film che racconta la storia delle origini di Aquaman impallidisca rispetto all'episodio in due parti della serie animata Justice League intitolato "The Enemy Below", che presentava una trama simile. Tuttavia, Mendelson ha elogiato "la scelta di centrare su Aquaman in contrasto con l'ennesima storia su Batman", ritenendo tuttavia "che Aquaman fosse il personaggio meno interessante del suo stesso film". IGN ha dato al film una valutazione di 6,5/10 e ha dichiarato che il film "vacilla nella sua seconda metà, offrendo un film di Aquaman solo un po' divertente"..
Per ToonZone.net, il recensore Ed Liu ha suddiviso la sua recensione in due sezioni: una per le "buone notizie" e una per le "cattive". Per il lato positivo, Liu ha detto che "La qualità dell'animazione presenta un bel taglio sopra quasi tutte le animazioni TV e non si allontana troppo dai livelli dei lungometraggi", e ha elogiato il cast vocale, tuttavia, per il lato negativo, Liu ha detto "è in gran parte in discesa da lì", riferendosi alle deboli motivazioni del cattivo, alle incongruenze con i personaggi e alla trama e all'inutile inclusione della Justice League. Brian Lowry di Variety ha dato al film una recensione relativamente positiva, affermando che i film d'animazione del DC Universe "rimangono un'area in cui la DC surclassa costantemente la Marvel" e che "voci come Il Trono di Atlantide rafforzano un senso che nel gioco di animazione, comunque, sta a guidare l'onda, non dietro di esso."
Gli utenti di IMDb hanno dato al film una valutazione di 6,7/10 con 16.510 voti.

## Incassi
A partire da giugno 2018, il film ha incassato 4315933 $ in vendite di home video domestici.

## Colonna sonora
La colonna sonora del film, composta da Frederik Wiedmann, è stata pubblicata il 27 gennaio 2015 in digitale e in CD in edizione limitata di mille copie. A differenza della versione CD, la versione digitale non include i titoli S.O.S. e Half-Atlantian
1. Main Title – 0:40
2. S.O.S.[11] – 2:26
3. Athens Affair – 1:16
4. Water – 1:12
5. Cyborg in the Deep – 2:38
6. Scarecrow – 2:41
7. Cyborg Reveals – 3:36
8. One of Both Worlds – 3:09
9. A Memory of the Past – 2:04
10. No Mercy – 2:38
11. Half-Atlantian[11] – 1:39
12. Peace – 1:38
13. The Truth – 1:56
14. The Calling – 3:09
15. Royal Murder – 3:49
16. Reunited – 2:09
17. The Dark Trenches – 2:13
18. Metropolis – 2:50
19. Wave of Soldiers – 2:34
20. Justice League – 1:58
21. Few Against Many – 2:16
22. Brothers – 2:48
23. Becoming a Beacon – 2:24
24. Aquaman – 3:11